# Список призерів чемпіонатів Європи з легкої атлетики в приміщенні (чоловіки)
Цей список включає призерів чемпіонатів Європи з легкої атлетики в приміщенні в дисциплінах за участі чоловіків за всі роки їх проведення.

## Сучасна програма серед чоловіків

### 60 метрів
| Чемпіонат | Золото                             | Срібло                             | Бронза                           |
| --------- | ---------------------------------- | ---------------------------------- | -------------------------------- |
| 1966      | Баррі Келлі Велика Британія        | Гайнц Ербштесер НДР                | Віктор Касаткін СРСР             |
| 1970      | Валерій Борзов СРСР                | Зенон Новош Польща                 | Яркко Тапола Фінляндія           |
| 1971      | Валерій Борзов СРСР                | Йобст Гіршт ФРН                    | Манфред Кокот НДР                |
| 1973      | Зенон Новош Польща                 | Манфред Кокот НДР                  | Раймо Вілен Фінляндія            |
| 1974      | Валерій Борзов СРСР                | Манфред Кокот НДР                  | Олександр Корнелюк СРСР          |
| 1975      | Валерій Борзов СРСР                | Олександр Аксинін СРСР             | Зенон Лічнерський Польща         |
| 1976      | Валерій Борзов СРСР                | Васіліс Папагеоргопулос Греція     | Петар Петров Болгарія            |
| 1977      | Валерій Борзов СРСР                | Хрістер Гарпенборг Швеція          | Мар'ян Воронін Польща            |
| 1978      | Микола Колесников СРСР             | Петар Петров Болгарія              | Олександр Аксинін СРСР           |
| 1979      | Мар'ян Воронін Польща              | Лешек Дунецький Польща             | Петар Петров Болгарія            |
| 1980      | Мар'ян Воронін Польща              | Крістіан Гас ФРН                   | Олександр Аксинін СРСР           |
| 1982      | Мар'ян Воронін Польща              | Валентин Атанасов Болгарія         | Бернар Птібуа Франція            |
| 1983      | Стефано Тіллі Італія               | Крістіан Гас ФРН                   | Валентин Атанасов Болгарія       |
| 1984      | Крістіан Гас ФРН                   | Антоніо Улло Італія                | Рональд Дерюель Бельгія          |
| 1985      | Майкл Мак-Фарлейн Велика Британія  | Антуан Рішар Франція               | Рональд Дерюель Бельгія          |
| 1986      | Рональд Дерюель Бельгія            | Штеффен Брінгманн НДР              | Брюно Марі-Роз Франція           |
| 1987      | Мар'ян Воронін Польща              | П'єрфранческо Павоні Італія        | Франтішек Птачник Чехословаччина |
| 1988      | Лінфорд Крісті Велика Британія     | Рональд Дерюель Бельгія            | Валентин Атанасов Болгарія       |
| 1989      | Андреас Бергер Австрія             | Маттіас Шліхт ФРН                  | Майкл Россвесс Велика Британія   |
| 1990      | Лінфорд Крісті Велика Британія     | П'єрфранческо Павоні Італія        | Іржі Валік Чехословаччина        |
| 1992      | Джейсон Лівінгстон Велика Британія | Віталій Савін Об'єднана команда    | Майкл Россвесс Велика Британія   |
| 1994      | Колін Джексон Велика Британія      | Александрос Терзіан Греція         | Майкл Россвесс Велика Британія   |
| 1996      | Марк Блюме Німеччина               | Джейсон Джон Велика Британія       | Петер Карлссон Швеція            |
| 1998      | Ангелос Павлакакіс Греція          | Джейсон Гарденер Велика Британія   | Стефан Калі Франція              |
| 2000      | Джейсон Гарденер Велика Британія   | Георгіос Теодорідіс Греція         | Ангелос Павлакакіс Греція        |
| 2002      | Джейсон Гарденер Велика Британія   | Марк Льюїс-Френсіс Велика Британія | Анатолій Довгаль Україна         |
| 2005      | Джейсон Гарденер Велика Британія   | Рональд Поньйон Франція            | Костянтин Васюков Україна        |
| 2007      | Джейсон Гарденер Велика Британія   | Крейг Піккерінг Велика Британія    | Рональд Поньйон Франція          |
| 2009      | Двейн Чамберс Велика Британія      | Фабіо Черутті Італія               | Емануеле ді Грегоріо Італія      |
| 2011      | Френсіс Обіквелу Португалія        | Двейн Чамберс Велика Британія      | Крістоф Леметр Франція           |
| 2013      | Джиммі Віко Франція                | Джеймс Дасаолу Велика Британія     | Міхаель Тумі Італія              |
| 2015      | Річард Кілті Велика Британія       | Крістіан Блюм Німеччина            | Джуліан Ройс Німеччина           |
| 2017      | Річард Кілті Велика Британія       | Ян Волко Словаччина                | Остін Гамільтон Швеція           |
| 2019      | Ян Волко Словаччина                | Емре Барнс Туреччина               | Йоріс ван Гол Нідерланди         |
| 2021      | Марселл Джейкобс Італія            | Кевін Кранц Німеччина              | Ян Волко Словаччина              |
| 2023      | Самуеле Чеккареллі Італія          | Марселл Джейкобс Італія            | Генрік Ларссон Швеція            |
| 2025      | Джеремая Азу Велика Британія       | Генрік Ларссон Швеція              | Ендрю Робертсон Велика Британія  |

### 400 метрів
| Чемпіонат | Золото                         | Срібло                         | Бронза                        |
| --------- | ------------------------------ | ------------------------------ | ----------------------------- |
| 1966      | Гартмут Кох НДР                | Манфред Кіндер ФРН             | Василь Анисимов СРСР          |
| 1967      | Манфред Кіндер ФРН             | Гартмут Кох НДР                | Микола Шкарников СРСР         |
| 1968      | Анджей Баденський Польща       | Олександр Братчиков СРСР       | Ян Баляховський Польща        |
| 1969      | Ян Баляховський Польща         | Ян Вернер Польща               | Юрій Зорін СРСР               |
| 1970      | Олександр Братчиков СРСР       | Анджей Баденський Польща       | Юрій Зорін СРСР               |
| 1971      | Анджей Баденський Польща       | Борис Савчук СРСР              | Олександр Братчиков СРСР      |
| 1972      | Георг Нюклес ФРН               | Ульріх Райх ФРН                | Вольфганг Мюллер НДР          |
| 1973      | Лучано Сушань Югославія        | Бенно Стопс НДР                | Даріуш Подобас Польща         |
| 1974      | Альфонс Брейденбах Бельгія     | Андреас Шайбе НДР              | Гюнтер Арнольд НДР            |
| 1975      | Герман Келер ФРН               | Йосип Алебич Югославія         | Семен Кочер СРСР              |
| 1976      | Янко Братанов Болгарія         | Герман Келер ФРН               | Гжегож Мондри Польща          |
| 1977      | Альфонс Брейденбах Бельгія     | Франсіс Демартон Франція       | Мар'ян Генсицький Польща      |
| 1978      | П'єтро Меннеа Італія           | Ришард Подляс Польща           | Микола Чернецький СРСР        |
| 1979      | Карел Коларж Чехословаччина    | Стефано Малінверні Італія      | Хорія Тобок Румунія           |
| 1980      | Микола Чернецький СРСР         | Карел Коларж Чехословаччина    | Ремігіюс Валюліс СРСР         |
| 1981      | Андреас Кнебель НДР            | Мартін Вепплер ФРН             | Стефано Малінверні Італія     |
| 1982      | Павло Коновалов СРСР           | Шандор Уйхельї Угорщина        | Бенджамін Гонсалес Іспанія    |
| 1983      | Євген Ломтєв СРСР              | Ейнслі Беннетт Велика Британія | Анхель Трас Іспанія           |
| 1984      | Сергій Ловачов СРСР            | Роберто Тоцці Італія           | Дідьє Дюбуа Франція           |
| 1985      | Тодд Беннетт Велика Британія   | Клаус Юст ФРН                  | Хосе Алонсо Іспанія           |
| 1986      | Томас Шенлебе НДР              | Хосе Алонсо Іспанія            | Матіас Шерзінг НДР            |
| 1987      | Тодд Беннетт Велика Британія   | Момчил Харизанов Болгарія      | Пол Гармсворт Велика Британія |
| 1988      | Єнс Карловітц НДР              | Браян Віттл Велика Британія    | Ральф Любке ФРН               |
| 1989      | Гаєта Корнет Іспанія           | Браян Віттл Велика Британія    | Клаус Юст ФРН                 |
| 1990      | Норберт Добеляйт ФРН           | Єнс Карловітц НДР              | Гаєта Корнет Іспанія          |
| 1992      | Слободан Бранкович Югославія   | Андреа Нуті Італія             | Девід Гріндлі Велика Британія |
| 1994      | Дуейн Лейдеджо Велика Британія | Михайло Вдовін Росія           | Ріко Лідер Німеччина          |
| 1996      | Дуейн Лейдеджо Велика Британія | П'єр-Марі Ілер Франція         | Ашраф Сабер Італія            |
| 1998      | Руслан Мащенко Росія           | Ашраф Сабер Італія             | Роберт Мачков'як Польща       |
| 2000      | Ілія Дживондов Болгарія        | Давід Каналь Іспанія           | Марк Ракіль Франція           |
| 2002      | Марек Плавго Польща            | Джимісола Лаурсен Швеція       | Йоан В'єру Румунія            |
| 2005      | Девід Гіллік Ірландія          | Давід Каналь Іспанія           | Себастьян Гацка Німеччина     |
| 2007      | Девід Гіллік Ірландія          | Бастіан Свіллімс Німеччина     | Роберт Тобін Велика Британія  |
| 2009      | Йохан Віссман Швеція           | Клаудіо Лікк'ярделло Італія    | Йоан В'єру Румунія            |
| 2011      | Леслі Джон Франція             | Томас Шнайдер Німеччина        | Річард Бак Велика Британія    |
| 2013      | Павел Маслак Чехія             | Найджел Лівайн Велика Британія | Павло Треніхін Росія          |
| 2015      | Павел Маслак Чехія             | Ділан Борле Бельгія            | Рафаль Омелько Польща         |
| 2017      | Павел Маслак Чехія             | Рафаль Омелько Польща          | Лімарвін Боневасія Нідерланди |
| 2019      | Карстен Варгольм Норвегія      | Оскар Усільйос Іспанія         | Тоні ван Діпен Нідерланди     |
| 2021      | Оскар Усільйос Іспанія         | Тоні ван Діпен Нідерланди      | Лімарвін Боневасія Нідерланди |
| 2023      | Карстен Варгольм Норвегія      | Жульєн Ватрен Бельгія          | Карл Бенгтстрем Швеція        |
| 2025      | Аттіла Мольнар Угорщина        | Максиміліан Швед Польща        | Джимі Судріль Франція         |

### 800 метрів
| Чемпіонат | Золото                        | Срібло                        | Бронза                          |
| --------- | ----------------------------- | ----------------------------- | ------------------------------- |
| 1966      | Ноель Керролл Ірландія        | Томаш Юнгвірт Чехословаччина  | Герберт Міссалла ФРН            |
| 1967      | Ноель Керролл Ірландія        | Томаш Юнгвірт Чехословаччина  | Ян Касал Чехословаччина         |
| 1968      | Ноель Керролл Ірландія        | Альберто Естебан Іспанія      | Сергій Крючок СРСР              |
| 1969      | Дітер Фромм НДР               | Генрик Шордиковський Польща   | Ноель Керролл Ірландія          |
| 1970      | Євген Аржанов СРСР            | Хуан Боррас Іспанія           | Йоже Меджимурець Югославія      |
| 1971      | Євген Аржанов СРСР            | Філ Льюїс Велика Британія     | Анджей Купчик Польща            |
| 1972      | Йозеф Плахій Чехословаччина   | Іван Іванов СРСР              | Франсіс Гонсалес Франція        |
| 1973      | Франсіс Гонсалес Франція      | Герхард Штолле НДР            | Йозеф Плахій Чехословаччина     |
| 1974      | Лучано Сушань Югославія       | Андраш Жинка Угорщина         | Йозеф Плахій Чехословаччина     |
| 1975      | Герхард Штолле НДР            | Іво ван Дамме Бельгія         | Володимир Пономарьов СРСР       |
| 1976      | Іво ван Дамме Бельгія         | Йозеф Шмід ФРН                | Мілован Савич Югославія         |
| 1977      | Себастьян Коу Велика Британія | Ервін Гольке НДР              | Рольф Гізін Швейцарія           |
| 1978      | Маркку Таскінен Фінляндія     | Олаф Баєр НДР                 | Роже Мійо Франція               |
| 1979      | Антоніо Паес Іспанія          | Бінко Колєв Болгарія          | Андраш Пароцаї Угорщина         |
| 1980      | Роже Мійо Франція             | Андраш Пароцаї Угорщина       | Герберт Вурстхорн ФРН           |
| 1981      | Герберт Вурстхорн ФРН         | Андраш Пароцаї Угорщина       | Антоніо Паес Іспанія            |
| 1982      | Антоніо Паес Іспанія          | Клаус-Петер Набайн ФРН        | Коломан Трабадо Іспанія         |
| 1983      | Коломан Трабадо Іспанія       | Пітер Елліотт Велика Британія | Тьєррі Тоннельє Франція         |
| 1984      | Донато Сабіа Італія           | Андре Лаві Франція            | Філ Норгейт Велика Британія     |
| 1985      | Роб Гаррісон Велика Британія  | Петру Драгоеску Румунія       | Леонід Масунов СРСР             |
| 1986      | Петер Браун ФРН               | Коломан Трабадо Іспанія       | Тьєррі Тоннельє Франція         |
| 1987      | Роб Дрюпперс Нідерланди       | Володимир Граудинь СРСР       | Арі Сухонен Фінляндія           |
| 1988      | Девід Шарп Велика Британія    | Роб Дрюпперс Нідерланди       | Герт Кільберт Швейцарія         |
| 1989      | Стів Герд Велика Британія     | Роб Дрюпперс Нідерланди       | Йоахім Гайдген ФРН              |
| 1990      | Том Маккін Велика Британія    | Томас де Тереза Іспанія       | Збігнєв Янус Польща             |
| 1992      | Луїс Хав'єр Гонсалес Іспанія  | Хосе Арконада Іспанія         | Тоніно Віалі Італія             |
| 1994      | Андрій Логінов Росія          | Луїс Хав'єр Гонсалес Іспанія  | Усман Діарра Франція            |
| 1996      | Роберто Парра Іспанія         | Джузеппе д'Урсо Італія        | Войцех Калдовський Польща       |
| 1998      | Нільс Шуманн Німеччина        | Марко Курс Нідерланди         | Вебйорн Родаль Норвегія         |
| 2000      | Юрій Борзаковський Росія      | Нільс Шуманн Німеччина        | Балаш Кораньї Угорщина          |
| 2002      | Павел Чапевський Польща       | Андре Бухер Швейцарія         | Антоніо Мануель Рейна Іспанія   |
| 2005      | Дмитро Богданов Росія         | Антоніо Мануель Рейна Іспанія | Хуан де Діос Хурадо Іспанія     |
| 2007      | Арно Оккен Нідерланди         | Мігель Кесада Іспанія         | Мауріціо Боббато Італія         |
| 2009      | Юрій Борзаковський Росія      | Луїс Альберто Марко Іспанія   | Маттіас Клессон Швеція          |
| 2011      | Адам Кщот Польща              | Марцин Левандовський Польща   | Кевін Лопес Іспанія             |
| 2013      | Адам Кщот Польща              | Кевін Лопес Іспанія           | Мухтар Мохаммед Велика Британія |
| 2015      | Марцин Левандовський Польща   | Марк Інгліш Ірландія          | Теймен Кюперс Нідерланди        |
| 2017      | Адам Кщот Польща              | Андреас Бубе Швейцарія        | Альваро де Арріба Іспанія       |
| 2019      | Альваро де Арріба Іспанія     | Джеймі Вебб Велика Британія   | Марк Інгліш Ірландія            |
| 2021      | Патрик Добек Польща           | Матеуш Борковський Польща     | Джеймі Вебб Велика Британія     |
| 2023      | Адріан Бен Іспанія            | Бенжаман Робер Франція        | Еліот Крестан Бельгія           |
| 2025      | Семюел Чепл Нідерланди        | Еліот Крестан Бельгія         | Марк Інгліш Ірландія            |

### 1500 метрів
| Чемпіонат | Золото                          | Срібло                             | Бронза                            |
| --------- | ------------------------------- | ---------------------------------- | --------------------------------- |
| 1966      | Джон Веттон Велика Британія     | Олег Райко СРСР                    | Ульф Гегберг Швеція               |
| 1967      | Джон Веттон Велика Британія     | Йозеф Одложил Чехословаччина       | Станіслав Гоффманн Чехословаччина |
| 1968      | Джон Веттон Велика Британія     | Хосе Марія Морера Іспанія          | Ігор Потапченко СРСР              |
| 1969      | Едгар Сальве Бельгія            | Кнут Брустад Норвегія              | Волтер Вілкінсон Велика Британія  |
| 1970      | Генрик Шордиковський Польща     | Френк Мерфі Ірландія               | Володимир Пантелей СРСР           |
| 1971      | Генрик Шордиковський Польща     | Володимир Пантелей СРСР            | Джанні дель Буоно Італія          |
| 1972      | Жакі Боксберже Франція          | Спіліос Захаропулос Греція         | Юрген Май ФРН                     |
| 1973      | Генрик Шордиковський Польща     | Ерман Міньйон Бельгія              | Клаус-Петер Юстус НДР             |
| 1974      | Генрик Шордиковський Польща     | Томас Вессінгхаге ФРН              | Влодзімеж Сташак Польща           |
| 1975      | Томас Вессінгхаге ФРН           | Петро Анисим СРСР                  | Георге Гіпу Румунія               |
| 1976      | Пауль-Гайнц Велльман ФРН        | Томас Вессінгхаге ФРН              | Георге Гіпу Румунія               |
| 1977      | Юрген Штрауб НДР                | Пауль-Гайнц Велльман ФРН           | Янош Земен Угорщина               |
| 1978      | Антті Лойкканен Фінляндія       | Томас Вессінгхаге ФРН              | Юрген Штрауб НДР                  |
| 1979      | Імонн Коглен Ірландія           | Томас Вессінгхаге ФРН              | Джон Робсон Велика Британія       |
| 1980      | Томас Вессінгхаге ФРН           | Рей Флінн Ірландія                 | П'єр Делез Швейцарія              |
| 1981      | Томас Вессінгхаге ФРН           | Уве Беккер ФРН                     | Мирослав Жерковський Польща       |
| 1982      | Хосе Луїс Гонсалес Іспанія      | Хосе Мануель Абаскаль Іспанія      | Антті Лойкканен Фінляндія         |
| 1983      | Томас Вессінгхаге ФРН           | Хосе Мануель Абаскаль Іспанія      | Антті Лойкканен Фінляндія         |
| 1984      | Петер Вірц Швейцарія            | Ріккардо Матерацці Італія          | Томас Вессінгхаге ФРН             |
| 1985      | Хосе Луїс Гонсалес Іспанія      | Маркус О'Салліван Ірландія         | Хосе Луїс Каррейра Іспанія        |
| 1986      | Хосе Луїс Гонсалес Іспанія      | Хосе Луїс Каррейра Іспанія         | Хан Кюлкер Нідерланди             |
| 1987      | Хан Кюлкер Нідерланди           | Єнс-Петер Герольд НДР              | Клаус-Петер Набайн ФРН            |
| 1988      | Арі Сухонен Фінляндія           | Ронні Ульссон Швеція               | Рюдігер Горн НДР                  |
| 1989      | Ерве Феліппо Франція            | Хан Кюлкер Нідерланди              | Сергій Афанасьєв СРСР             |
| 1990      | Єнс-Петер Герольд НДР           | Фермін Качо Іспанія                | Тоні Моррелл Велика Британія      |
| 1992      | Меттью Єтс Велика Британія      | Сергій Мельников Об'єднана команда | Бранко Зорко Хорватія             |
| 1994      | Девід Стренг Велика Британія    | Бранко Зорко Хорватія              | Абделькадер Шехемані Франція      |
| 1996      | Матео Каньєльяс Іспанія         | Ентоні Вайтмен Велика Британія     | Абделькадер Шехемані Франція      |
| 1998      | Руй Сілва Португалія            | Абделькадер Шехемані Франція       | Андрій Задорожний Росія           |
| 2000      | Хосе Антоніо Редолат Іспанія    | Джеймс Нолан Ірландія              | Мехді Баала Франція               |
| 2002      | Руй Сілва Португалія            | Хуан Карлос Ігуеро Іспанія         | Майкл Іст Велика Британія         |
| 2005      | Іван Гешко Україна              | Хуан Карлос Ігуеро Іспанія         | Реєс Естевес Іспанія              |
| 2007      | Хуан Карлос Ігуеро Іспанія      | Серхіо Гальярдо Іспанія            | Артуро Касадо Іспанія             |
| 2009      | Руй Сілва Португалія            | Дієго Руїс Іспанія                 | Йоанн Коваль Франція              |
| 2011      | Мануель Ольмедо Іспанія         | Кемаль Коюнджу Туреччина           | Бартош Новицький Польща           |
| 2013      | Маєдін Мекіссі-Бенаббад Франція | Ільхам Озбілен Туреччина           | Сімон Деніссель Франція           |
| 2015      | Якуб Голуша Чехія               | Ільхам Озбілен Туреччина           | Кріс О'Хер Велика Британія        |
| 2017      | Марцин Левандовський Польща     | Калле Берглунд Швеція              | Філіп Сасінек Чехія               |
| 2019      | Марцин Левандовський Польща     | Якоб Інгебрігтсен Норвегія         | Хесус Гомес Іспанія               |
| 2021      | Якоб Інгебрігтсен Норвегія      | Марцин Левандовський Польща        | Хесус Гомес Іспанія               |
| 2023      | Якоб Інгебрігтсен Норвегія      | Ніл Гурлі Велика Британія          | Азеддін Абз Франція               |
| 2025      | Якоб Інгебрігтсен Норвегія      | Азеддін Абз Франція                | Ісаак Надер Португалія            |

### 3000 метрів
| Чемпіонат | Золото                         | Срібло                        | Бронза                                          |
| --------- | ------------------------------ | ----------------------------- | ----------------------------------------------- |
| 1966      | Гаральд Норпот ФРН             | Зігфрід Геррманн НДР          | Іштван Кіш Угорщина                             |
| 1967      | Вернер Гірке ФРН               | Рашид Шарафетдинов СРСР       | Лайош Мечер Угорщина                            |
| 1968      | Віктор Кудинський СРСР         | Бернд Дісснер НДР             | Вольфганг Цур ФРН                               |
| 1969      | Ієн Стюарт Велика Британія     | Хав'єр Альварес Іспанія       | Вернер Гірке ФРН                                |
| 1970      | Рікі Вайлд Велика Британія     | Гаральд Норпот ФРН            | Хав'єр Альварес Іспанія                         |
| 1971      | Пітер Стюарт Велика Британія   | Вільфрід Шольц НДР            | Юрій Алексашин СРСР                             |
| 1972      | Юріс Грустиньш СРСР            | Юрій Алексашин СРСР           | Ульріх Брюггер ФРН                              |
| 1973      | Еміль Путтеманс Бельгія        | Віллі Полльоніс Бельгія       | Пекка Пяйвярінта Фінляндія                      |
| 1974      | Еміль Путтеманс Бельгія        | Пауль Тейс Бельгія            | Павел Пенкава Чехословаччина                    |
| 1975      | Ієн Стюарт Велика Британія     | Пекка Пяйвярінта Фінляндія    | Борис Кузнецов СРСР                             |
| 1976      | Інго Зенсбург ФРН              | Юзеф Зюбрак Польща            | Рей Смедлі Велика Британія                      |
| 1977      | Карл Флешен ФРН                | Пекка Пяйвярінта Фінляндія    | Маркус Ріффель Швейцарія                        |
| 1978      | Маркус Ріффель Швейцарія       | Еміль Путтеманс Бельгія       | Йорг Петер НДР                                  |
| 1979      | Маркус Ріффель Швейцарія       | Крістоф Герле ФРН             | Олександр Федоткін СРСР                         |
| 1980      | Карл Флешен ФРН                | Клас Лок Нідерланди           | Ганс-Юрген Ортман ФРН                           |
| 1981      | Александр Гонсалес Франція     | Євгеній Ігнатов Болгарія      | Валерій Абрамов СРСР                            |
| 1982      | Патріц Ільг ФРН                | Альберто Кова Італія          | Валерій Абрамов СРСР                            |
| 1983      | Драган Здравкович Югославія    | Валерій Абрамов СРСР          | Уве Менкемаєр ФРН                               |
| 1984      | Любомир Тесачек Чехословаччина | Маркус Ріффель Швейцарія      | Карл Флешен ФРН                                 |
| 1985      | Боб Вербек Бельгія             | Томас Вессінгхаге ФРН         | Віталій Тищенко СРСР                            |
| 1986      | Дітмар Міллоніг Австрія        | Стефано Меї Італія            | Жуан Кампуш Португалія                          |
| 1987      | Хосе Луїс Гонсалес Іспанія     | Дітер Бауманн ФРН             | Паскаль Тьєбо Франція                           |
| 1988      | Хосе Луїс Гонсалес Іспанія     | Маркус Гакштайнер Швейцарія   | Михайло Дасько СРСР                             |
| 1989      | Дітер Бауманн ФРН              | Абель Антон Іспанія           | Джеккі Карльє Франція                           |
| 1990      | Ерік Дюбюс Франція             | Джеккі Карльє Франція         | Бранко Зорко Югославія                          |
| 1992      | Дженнаро ді Наполі Італія      | Джон Мейок Велика Британія    | Хосе Луїс Гонсалес Іспанія                      |
| 1994      | Кім Бауермайстер Німеччина     | Овідіу Олтяну Румунія         | Род Фінч Велика Британія                        |
| 1996      | Анаклето Хіменес Іспанія       | Крістоф Імпен Бельгія         | Панайотіс Папуліас Греція                       |
| 1998      | Джон Мейок Велика Британія     | Мануель Панкорбо Іспанія      | Альберто Гарсія Іспанія                         |
| 2000      | Марк Керролл Ірландія          | Руй Сілва Португалія          | Джон Мейок Велика Британія                      |
| 2002      | Альберто Гарсія Іспанія        | Антоніо Давід Хіменес Іспанія | Хесус Еспанья ІспаніяДжон Мейок Велика Британія |
| 2005      | Алістер Крегг Ірландія         | Джон Мейок Велика Британія    | Реєс Естевес Іспанія                            |
| 2007      | Козімо Каліандро Італія        | Буабделлах Тахрі Франція      | Хесус Еспанья Іспанія                           |
| 2009      | Мо Фара Велика Британія        | Буабделлах Тахрі Франція      | Хесус Еспанья Іспанія                           |
| 2011      | Мо Фара Велика Британія        | Хайле Ібрагімов Азербайджан   | Халіл Аккаш Туреччина                           |
| 2013      | Хайле Ібрагімов Азербайджан    | Хуан Карлос Ігеро Іспанія     | Кіран О'Леонард Ірландія                        |
| 2015      | Алі Кая Туреччина              | Лі Емануель Велика Британія   | Генрік Інгебрігтсен Норвегія                    |
| 2017      | Адель Мечаль Іспанія           | Генрік Інгебрігтсен Норвегія  | Ріхард Рінгер Німеччина                         |
| 2019      | Якоб Інгебрігтсен Норвегія     | Кріс О'Хер Велика Британія    | Генрік Інгебрігтсен Норвегія                    |
| 2021      | Якоб Інгебрігтсен Норвегія     | Айзек Кімелі Бельгія          | Адель Мечаль Іспанія                            |
| 2023      | Якоб Інгебрігтсен Норвегія     | Адель Мечаль Іспанія          | Ельзан Бібич Сербія                             |
| 2025      | Якоб Інгебрігтсен Норвегія     | Джордж Міллс Велика Британія  | Азеддін Абз Франція                             |

### 60 метрів з бар'єрами
| Чемпіонат | Золото                         | Срібло                            | Бронза                         |
| --------- | ------------------------------ | --------------------------------- | ------------------------------ |
| 1966      | Едді Оттоз Італія              | Майкл Паркер Велика Британія      | Гінріх Йон ФРН                 |
| 1970      | Гюнтер Ніккель ФРН             | Франк Зібек НДР                   | Ґі Дрю Франція                 |
| 1971      | Екарт Беркес ФРН               | Олександр Демус СРСР              | Серджіо Ліані Франція          |
| 1973      | Франк Зібек НДР                | Адам Галант Польща                | Томас Мункельт НДР             |
| 1974      | Анатолій Мошіашвілі СРСР       | Мирослав Водзиньський Польща      | Франк Зібек НДР                |
| 1975      | Лешек Водзиньський Польща      | Франк Зібек НДР                   | Едуард Переверзєв СРСР         |
| 1976      | Віктор Мясников СРСР           | Бервін Прайс Велика Британія      | Збігнев Янковський Польща      |
| 1977      | Томас Мункельт НДР             | Віктор Мясников СРСР              | Арто Брюггаре Фінляндія        |
| 1978      | Томас Мункельт НДР             | В'ячеслав Кулебякін СРСР          | Джузеппе Буттарі Італія        |
| 1979      | Томас Мункельт НДР             | Арто Брюггаре Фінляндія           | Едуард Переверзєв СРСР         |
| 1980      | Юрій Черваньов СРСР            | Ромуальд Гегель Польща            | Хав'єр Морачо Іспанія          |
| 1982      | Олександр Пучков СРСР          | Пламен Крастєв Болгарія           | Карл-Вернер Денгес ФРН         |
| 1983      | Томас Мункельт НДР             | Арто Брюггаре Фінляндія           | Андреас Ошкенат НДР            |
| 1984      | Ромуальд Гегель Польща         | Дьєрдь Бакош Угорщина             | Іржі Гудець Чехословаччина     |
| 1985      | Дьєрдь Бакош Угорщина          | Іржі Гудець Чехословаччина        | В'ячеслав Устинов СРСР         |
| 1986      | Хав'єр Морачо Іспанія          | Данієле Фонтеккьйо Італія         | Хольгер Поланд НДР             |
| 1987      | Арто Брюггаре Фінляндія        | Колін Джексон Велика Британія     | Найджел Вокер Велика Британія  |
| 1988      | Алеш Геффер Чехословаччина     | Джон Ріджен Велика Британія       | Карлос Сала Іспанія            |
| 1989      | Колін Джексон Велика Британія  | Хольгер Поланд НДР                | Філіпп Турре Франція           |
| 1990      | Ігор Казанов СРСР              | Тоні Джарретт Велика Британія     | Флоріан Швартхофф ФРН          |
| 1992      | Ігор Казанов Латвія            | Томаш Нагурка Польща              | Іржі Гудець Чехословаччина     |
| 1994      | Колін Джексон Велика Британія  | Георге Борой Румунія              | Майк Феннер Німеччина          |
| 1996      | Ігор Казанов Латвія            | Гунтіс Педерс Латвія              | Джонатан Нсенга Бельгія        |
| 1998      | Ігор Казанов Латвія            | Томаш Сцигачевський Польща        | Майк Феннер Німеччина          |
| 2000      | Станіславс Оліярс Латвія       | Тоні Джарретт Велика Британія     | Томаш Сцигачевський Польща     |
| 2002      | Колін Джексон Велика Британія  | Ельмар Ліхтенеггер Австрія        | Станіславс Оліярс Латвія       |
| 2005      | Ладжі Дукуре Франція           | Феліпе Віванкос Іспанія           | Роберт Кронберг Швеція         |
| 2007      | Грегорі Седок Нідерланди       | Марсель ван дер Вестен Нідерланди | Джексон Кіньйонес Іспанія      |
| 2009      | Ладжі Дукуре Франція           | Грегорі Седок Нідерланди          | Петр Свобода Чехія             |
| 2011      | Петр Свобода Чехія             | Гарфілд Дар'єн Франція            | Адрієн Дегхельт Бельгія        |
| 2013      | Сергій Шубенков Росія          | Паоло даль Молін Італія           | Паскаль Мартіно-Лагард Франція |
| 2015      | Паскаль Мартіно-Лагард Франція | Дімітрі Баску Франція             | Вієм Белосян Франція           |
| 2017      | Ендрю Поцці Велика Британія    | Паскаль Мартіно-Лагард Франція    | Петр Свобода Чехія             |
| 2019      | Мілан Трайкович Кіпр           | Паскаль Мартіно-Лагард Франція    | Орель Манга Франція            |
| 2021      | Вієм Белосян Франція           | Ендрю Поцці Велика Британія       | Паоло даль Молін Італія        |
| 2023      | Джейсон Джозеф Швейцарія       | Якуб Шиманський Польща            | Жуст Квау-Мате Франція         |
| 2025      | Якуб Шиманський Польща         | Вієм Белосян Франція              | Жуст Квау-Мате Франція         |

### 4×400 метрів
| Чемпіонат | Золото                                                                       | Срібло                                                                      | Бронза                                                                   |
| --------- | ---------------------------------------------------------------------------- | --------------------------------------------------------------------------- | ------------------------------------------------------------------------ |
| 1970      | СРСРЄвген Борисенко Юрій Зорін Борис Савчук Олександр Братчиков              | ПольщаЯн Вернер Станіслав Грендзиньський Ян Боляховський Анджей Баденський  | ФРНДітер Хюбнер Карл-Герман Тофауте Ульріх Штрохгеккер Гельмар Мюллер    |
| 1971      | ПольщаВолдемар Корицький Ян Вернер Анджей Баденський Ян Боляховський         | СРСРОлександр Братчиков Семен Кочер Борис Савчук Євген Борисенко            | БолгаріяКрестю Христов Александр Янєв Александр Попов Йордан Тодоров     |
| 2000      | ЧехіяІржі Мужик Ян Подебрадський Штепан Тесаржик Карел Блаха                 | НімеччинаІнго Шультц Рувен Фаллер Марко Краузе Ларс Фігура                  | УгорщинаПетер Ньїлаші Аттіла Кілвінгер Жетені Домбі Тібор Беді           |
| 2002      | ПольщаМарек Плавго Пйотр Рисюкевич Артур Гасевський Роберт Мачков'як         | ФранціяМарк Фукан Лоран Клодель Лоїк Леруж Стефан Діагана                   | ІспаніяКарлос Мелендес Давід Каналь Сальвадор Родрігес Альберто Мартінес |
| 2005      | ФранціяРішар Моньє Ремі Валлар Бріс Панель Марк Ракіль                       | Велика БританіяДейл Гарланд Денієл Коссінс Річард Девенпорт Гарет Ворбертон | РосіяАндрій Полукеєв Олександр Усов Дмитро Форшев Олександр Борщенко     |
| 2007      | Велика БританіяРоберт Тобін Дейл Гарланд Філіп Тейлор Стівен Грін            | РосіяІван Бузолін Владислав Фролов Максим Дилдін Артем Сергеєнков           | ПольщаПйотр Кендзя Марцин Марцинішин Лукаш Прига Пйотр Климчак           |
| 2009      | ІталіяЯкопо Марін Маттео Гальван Доменіко Рао Клаудіо Лікк'ярделло           | Велика БританіяРічард Бак Нік Ліві Найджел Лівайн Філіп Тейлор              | ПольщаЯн Цепеля Марцин Марцинішин Ярослав Васяк Пйотр Климчак            |
| 2011      | ФранціяМарк Маседо Леслі Джон Мамуду Анн Йоанн Десімю                        | Велика БританіяНайджел Лівайн Нік Ліві Річард Стракан Річард Бак            | БельгіяЙонатан Борле Антуан Жилле Нільс Дюрінк Кевін Борле               |
| 2013      | Велика БританіяМайкл Бінем Річард Бак Найджел Лівайн Річард Стракан          | РосіяПавло Треніхін Юрій Трамбовецький Костянтин Свечкар Володимир Краснов  | ЧехіяДанієль Немечек Йозеф Пророк Петр Лихий Павел Маслак                |
| 2015      | БельгіяЖульєн Ватрен Ділан Борле Йонатан Борле Кевін Борле                   | ПольщаКароль Залевський Рафаль Омелько Лукаш Кравчук Якуб Кжевіна           | ЧехіяДанієль Немечек Патрік Шорм Ян Тесарж Павел Маслак                  |
| 2017      | ПольщаКацпер Козловський Лукаш Кравчук Пшемислав Васьцинський Рафаль Омелько | БельгіяРобін Вандербемден Жульєн Ватрен Кевін Борле Ділан Борле             | ЧехіяПатрік Шорм Ян Тесарж Ян Кубіста Павел Маслак                       |
| 2019      | БельгіяЖульєн Ватрен Ділан Борле Йонатан Борле Кевін Борле                   | ІспаніяОскар Усільйос Мануель Гіхарро Лукас Буа Бернат Ерта                 | ФранціяМаме-Ібра Анн Тома Жордьє Ніколя Курб'єр Фабрісіо Седі            |
| 2021      | НідерландиЙохем Доббер Лімарвін Боневасія Ремзі Ангела Тоні ван Діпен        | ЧехіяВіт Мюллер Павел Маслак Міхал Десенський Патрік Шорм                   | Велика БританіяДжо Брієр Оуен Сміт Джеймс Вільямс Лі Томпсон             |
| 2023      | БельгіяДілан Борле Александер Дом Кевін Борле Жульєн Ватрен                  | ФранціяЖиль Бірон Тео Андан Віктор Короллер Муаммад Абдалла Кунта           | НідерландиІсая Бурс Ісая Клейн Іккінк Ремсі Анджела Лімарвін Боневасія   |
| 2025      | НідерландиЮджин Омалла Нік Смідт Ісая Клейн Іккінк Тоні ван Діпен            | ІспаніяМаркель Фернандес Мануель Гіхарро Оскар Усільйос Бернат Ерта         | БельгіяЖульєн Ватрен Крістіан Ігуасель Флоран Мабіль Йонатан Сакор       |

### Стрибки у висоту
| Чемпіонат | Золото                                     | Срібло                                             | Бронза                                              |
| --------- | ------------------------------------------ | -------------------------------------------------- | --------------------------------------------------- |
| 1966      | Валерій Скворцов СРСР                      | Вольфганг Шільковські ФРН                          | Челль-Оке Нільссон Швеція                           |
| 1967      | Анатолій Мороз СРСР                        | Анрі Елліотт Франція                               | Рудольф Баудіс Чехословаччина                       |
| 1968      | Валерій Скворцов СРСР                      | Валентин Гаврилов СРСР                             | Кеннет Лундмарк Швеція                              |
| 1969      | Валентин Гаврилов СРСР                     | Анрі Елліот Франція                                | Шербан Йоан Румунія                                 |
| 1970      | Валентин Гаврилов СРСР                     | Герд Дюркоп НДР                                    | Шербан Йоан Румунія                                 |
| 1971      | Іштван Майор Угорщина                      | Юрі Тармак СРСР                                    | Ендре Келемен Угорщина                              |
| 1972      | Іштван Майор Угорщина                      | Кестутіс Шапка СРСР                                | Юрі Тармак СРСР                                     |
| 1973      | Іштван Майор Угорщина                      | Іржі Палковський Чехословаччина                    | Васіліос Пападімітріу Греція                        |
| 1974      | Кестутіс Шапка СРСР                        | Іштван Майор Угорщина                              | Владімір Малий Чехословаччина                       |
| 1975      | Владімір Малий Чехословаччина              | Ендре Келемен Угорщина                             | Руне Альмен Швеція                                  |
| 1976      | Сергій Сенюков СРСР                        | Жак Алетті Франція                                 | Вальтер Боллер ФРН                                  |
| 1977      | Яцек Вшола СРСР                            | Рольф Байльшмідт НДР                               | Руд Віларт Нідерланди                               |
| 1978      | Володимир Ященко СРСР                      | Рольф Байльшмідт НДР                               | Вольфганг Кіллінг ФРН                               |
| 1979      | Володимир Ященко СРСР                      | Геннадій Белков СРСР                               | Андре Шнайдер-Лауб ФРН                              |
| 1980      | Дітмар Мегенбург ФРН                       | Яцек Вшола Польща                                  | Адріан Протяса Румунія                              |
| 1981      | Роланд Дальхойзер Швейцарія                | Карло Тренхардт ФРН                                | Дітмар Мегенбург ФРН                                |
| 1982      | Дітмар Мегенбург ФРН                       | Януш Тшепізур Чехословаччина                       | Роланд Дальхойзер Швейцарія                         |
| 1983      | Карло Тренхардт ФРН                        | Герд Нагель ФРН                                    | Массімо ді Джорджіо ІталіяМирослав Влодарчик Польща |
| 1984      | Дітмар Мегенбург ФРН                       | Карло Тренхардт ФРН                                | Роланд Дальхойзер Швейцарія                         |
| 1985      | Патрік Шеберг Швеція                       | Олександр Котович СРСР                             | Даріуш Бичисько Польща                              |
| 1986      | Дітмар Мегенбург ФРН                       | Карло Тренхардт ФРН                                | Джефф Парсонс Велика БританіяЕдді Анніс Бельгія     |
| 1987      | Патрік Шеберг Швеція                       | Карло Тренхардт ФРН                                | Геннадій Авдєєнко СРСР                              |
| 1988      | Патрік Шеберг Швеція                       | Дітмар Мегенбург ФРН                               | Сорін Матей Румунія                                 |
| 1989      | Дітмар Мегенбург ФРН                       | Далтон Грант Велика Британія                       | Олексій Ємелін СРСР                                 |
| 1990      | Артур Партика Польща                       | Артуро Ортіс Іспанія                               | Герд Нагель ФРНДітмар Мегенбург ФРН                 |
| 1992      | Патрік Шеберг Швеція                       | Сорін Матей Румунія                                | Драгутін Топич ЮгославіяРальф Зонн Німеччина        |
| 1994      | Далтон Грант Велика Британія               | Жан-Шарль Жикель Франція                           | Вольф-Гендрік Баєр Німеччина                        |
| 1996      | Драгутін Топич Союзна Республіка Югославія | Леонід Пумалайнен Росія                            | Стейнар Хоен Норвегія                               |
| 1998      | Артур Партика Польща                       | В'ячеслав Воронін Росія                            | Томаш Янку Чехія                                    |
| 2000      | В'ячеслав Воронін Росія                    | Мартін Бусс Німеччина                              | Драгутін Топич Сербія та Чорногорія                 |
| 2002      | Стаффан Странд Швеція                      | Стефан Гольм Швеція                                | Ярослав Рибаков Росія                               |
| 2005      | Стефан Гольм Швеція                        | Ярослав Рибаков Росія                              | Павло Фоменко Росія                                 |
| 2007      | Стефан Гольм Швеція                        | Лінус Тернблад Швеція                              | Мартін Бернард Велика Британія                      |
| 2009      | Іван Ухов Росія                            | Олексій Дмитрик РосіяКіріакос Йоанну Кіпр          | не вручалась                                        |
| 2011      | Іван Ухов Росія                            | Ярослав Баба Чехія                                 | Олександр Шустов Росія                              |
| 2013      | Сергій Мудров Росія                        | Олексій Дмитрик Росія                              | Ярослав Баба Чехія                                  |
| 2015      | Данило Циплаков Росія                      | Сільвано Кезані ІталіяАнтоніс Масторас Греція      | не вручалась                                        |
| 2017      | Сільвестр Беднарек Польща                  | Роберт Грабарз Велика Британія                     | Павло Селівьорстов Білорусь                         |
| 2019      | Джанмарко Тамбері Італія                   | Констадінос Баніотіс ГреціяАндрій Проценко Україна | не вручалась                                        |
| 2021      | Максим Нєдосєков Білорусь                  | Джанмарко Тамбері Італія                           | Тома Кармуа Бельгія                                 |
| 2023      | Дауве Амелс Нідерланди                     | Андрій Проценко Україна                            | Тома Кармуа Бельгія                                 |
| 2025      | Олег Дорощук Україна                       | Ян Штефела Чехія                                   | Маттео Сіолі Італія                                 |

### Стрибки з жердиною
| Чемпіонат | Золото                                       | Срібло                                    | Бронза                                         |
| --------- | -------------------------------------------- | ----------------------------------------- | ---------------------------------------------- |
| 1966      | Геннадій Блізнєцов СРСР                      | Рудольф Томашек Чехословаччина            | Райнер Лізе ФРН                                |
| 1967      | Ігор Фельд СРСР                              | Геннадій Блізнєцов СРСР                   | Вольфганг Нордвіг НДР                          |
| 1968      | Вольфганг Нордвіг НДР                        | Геннадій Блізнєцов СРСР                   | Йорг Мілак НДР                                 |
| 1969      | Вольфганг Нордвіг НДР                        | Геннадій Блізнєцов СРСР                   | Йоахім Бер НДР                                 |
| 1970      | Франсуа Траканеллі Франція                   | Челль Ісакссон Швеція                     | Вольфганг Нордвіг НДР                          |
| 1971      | Вольфганг Нордвіг НДР                        | Челль Ісакссон Швеція                     | Юрій Ісаков СРСР                               |
| 1972      | Вольфганг Нордвіг НДР                        | Ганс Лагерквіст Швеція                    | Антті Калліомякі Фінляндія                     |
| 1973      | Ренато Діонізі Італія                        | Ханс-Юрген Ціглер ФРН                     | Жан-Мішель Белло Франція                       |
| 1974      | Тадеуш Слюсарський Польща                    | Антті Калліомякі Фінляндія                | Яніс Лауріс СРСР                               |
| 1975      | Антті Калліомякі Фінляндія                   | Войцех Буцярський Польща                  | Владислав Козакевич Польща                     |
| 1976      | Юрій Прохоренко СРСР                         | Антті Калліомякі Фінляндія                | Ренато Діонізі Італія                          |
| 1977      | Владислав Козакевич Польща                   | Антті Калліомякі Фінляндія                | Маріуш Климчик Польща                          |
| 1978      | Тадеуш Слюсарський Польща                    | Володимир Трофименко СРСР                 | Володимир Сергієнко СРСР                       |
| 1979      | Владислав Козакевич Польща                   | Костянтин Волков СРСР                     | Володимир Трофименко СРСР                      |
| 1980      | Костянтин Волков СРСР                        | Володимир Поляков СРСР                    | Патрік Абада Франція                           |
| 1981      | Тьєррі Віньєрон Франція                      | Олександр Крупський СРСР                  | Жан-Мішель Белло Франція                       |
| 1982      | Віктор Спасов СРСР                           | Костянтин Волков СРСР                     | Владислав Козакевич Польща                     |
| 1983      | Володимир Поляков СРСР                       | Олександр Обіжаєв СРСР                    | Патрік Абада Франція                           |
| 1984      | Тьєррі Віньєрон Франція                      | П'єр Кінон Франція                        | Олександр Крупський СРСР                       |
| 1985      | Сергій Бубка СРСР                            | Олександр Крупський СРСР                  | Атанас Тарєв Болгарія                          |
| 1986      | Атанас Тарєв Болгарія                        | Мар'ян Коляса Польща                      | Філіпп Колле Франція                           |
| 1987      | Тьєррі Віньєрон Франція                      | Ференц Шальберт Франція                   | Мар'ян Коляса Польща                           |
| 1988      | Родіон Гатауллін СРСР                        | Ніколай Ніколов Болгарія                  | Атанас Тарєв Болгарія                          |
| 1989      | Григорій Єгоров СРСР                         | Ігор Потапович СРСР                       | Мирослав Хмара Польща                          |
| 1990      | Родіон Гатауллін СРСР                        | Григорій Єгоров СРСР                      | Тьєррі Віньєрон ФранціяГерман Ферінгер Австрія |
| 1992      | Петро Бочкарьов Об'єднана команда            | Іштван Бадьюла Угорщина                   | Костянтин Семенов Об'єднана команда            |
| 1994      | Петро Бочкарьов Росія                        | Жан Гальфйон Франція                      | Ігор Транденков Росія                          |
| 1996      | Дмитро Марков Білорусь                       | Віктор Чистяков Росія                     | Петро Бочкарьов Росія                          |
| 1998      | Тім Лобінгер Німеччина                       | Міхаель Штолле Німеччина                  | Данні Еккер Німеччина                          |
| 2000      | Олександр Авербух Ізраїль                    | Мартін Ерікссон Швеція                    | Ренс Блом Нідерланди                           |
| 2002      | Тім Лобінгер Німеччина                       | Патрік Крістіанссон Швеція                | Ларс Бергелінг Німеччина                       |
| 2005      | Ігор Павлов Швеція                           | Денис Юрченко Україна                     | Тім Лобінгер Німеччина                         |
| 2007      | Данні Еккер Німеччина                        | Денис Юрченко Україна                     | Б'єрн Отто Німеччина                           |
| 2009      | Рено Лавіллені Франція                       | Павло Герасимов Росія                     | Александр Штрауб Німеччина                     |
| 2011      | Рено Лавіллені Франція                       | Жером Клав'є Франція                      | Мальте Мор Німеччина                           |
| 2013      | Рено Лавіллені Франція                       | Б'єрн Отто Німеччина                      | Мальте Мор Німеччина                           |
| 2015      | Рено Лавіллені Франція                       | Олександр Грипич Росія                    | Пйотр Лісек Польща                             |
| 2017      | Пйотр Лісек Польща                           | Константінос Філіппідіс Греція            | Павло Войцеховський Польща                     |
| 2019      | Павел Войцеховський Польща                   | Пйотр Лісек Польща                        | Мелькер Сверд-Якобссон Швеція                  |
| 2021      | Арман Дюплантіс Швеція                       | Валентин Лавіллені Франція                | Пйотр Лісек Польща                             |
| 2023      | Сондре Гуттормсен Норвегія                   | Еммануїл Караліс ГреціяПйотр Лісек Польща | не вручалась                                   |
| 2025      | Еммануїл Караліс ГреціяМенно Влон Нідерланди | не вручалась                              | Сондре Гуттормсен Норвегія                     |

### Стрибки в довжину
| Чемпіонат | Золото                            | Срібло                         | Бронза                       |
| --------- | --------------------------------- | ------------------------------ | ---------------------------- |
| 1966      | Ігор Тер-Ованесян СРСР            | Армін Баумерт ФРН              | Йоахім Айгенхерр ФРН         |
| 1967      | Лінн Девіс Велика Британія        | Леонід Борковський СРСР        | Анджей Стальмах Польща       |
| 1968      | Ігор Тер-Ованесян СРСР            | Тину Лепік СРСР                | Бернхард Штірле ФРН          |
| 1969      | Клаус Беєр НДР                    | Лінн Девіс Велика Британія     | Рафаель Бланкер Іспанія      |
| 1970      | Тину Лепік СРСР                   | Клаус Беєр НДР                 | Рафаель Бланкер Іспанія      |
| 1971      | Ганс Баумгартнер ФРН              | Ігор Тер-Ованесян СРСР         | Васіле Серукан Румунія       |
| 1972      | Макс Клаус НДР                    | Ганс Баумгартнер ФРН           | Ярослав Брож Чехословаччина  |
| 1973      | Ганс Баумгартнер ФРН              | Макс Клаус НДР                 | Гжегож Цибульський Польща    |
| 1974      | Жан-Франсуа Бонем Франція         | Ганс Баумгартнер ФРН           | Макс Клаус НДР               |
| 1975      | Жак Руссо Франція                 | Ганс-Юрген Бергер ФРН          | Збігнев Бета Польща          |
| 1976      | Жак Руссо Франція                 | Валерій Підлужний СРСР         | Йоахім Буссе ФРН             |
| 1977      | Ганс Баумгартнер ФРН              | Лутц Франке НДР                | Ласло Сальма Угорщина        |
| 1978      | Ласло Сальма Угорщина             | Рональд Дерюель Бельгія        | Володимир Цепельов СРСР      |
| 1979      | Володимир Цепельов СРСР           | Валерій Підлужний СРСР         | Лутц Франке НДР              |
| 1980      | Вінфрід Клепш ФРН                 | Ненад Стекич Югославія         | Станіслав Яскулка Польща     |
| 1981      | Рольф Бернхард Швейцарія          | Антоніо Коргос Іспанія         | Шаміль Аббясов СРСР          |
| 1982      | Генрі Лаутербах НДР               | Рольф Бернхард Швейцарія       | Джованні Еванджелісті Італія |
| 1983      | Ласло Сальма Угорщина             | Дьюла Палоці Угорщина          | Єнс Кніппхальс ФРН           |
| 1984      | Ян Лейтнер Чехословаччина         | Маттіас Кох НДР                | Роберт Емміян СРСР           |
| 1985      | Дьюла Палоці Угорщина             | Ласло Сальма Угорщина          | Сергій Лаєвський СРСР        |
| 1986      | Роберт Емміян СРСР                | Ласло Сальма Угорщина          | Ян Лейтнер Чехословаччина    |
| 1987      | Роберт Емміян СРСР                | Джованні Еванджелісті Італія   | Крістіан Томас ФРН           |
| 1988      | Франс Мас Нідерланди              | Ласло Сальма Угорщина          | Джованні Еванджелісті Італія |
| 1989      | Еміл Меллард Нідерланди           | Антоніо Коргос Іспанія         | Франс Мас Нідерланди         |
| 1990      | Дітмар Гаф ФРН                    | Еміл Меллард Нідерланди        | Роберт Емміян СРСР           |
| 1992      | Дмитро Багрянов Об'єднана команда | Константин Краузе Німеччина    | Ярмо Кярня Фінляндія         |
| 1994      | Дітмар Гаф Німеччина              | Константінос Кукодімос Греція  | Богдан Тудор Румунія         |
| 1996      | Маттіас Суннеборн Швеція          | Богдан Тудор Румунія           | Спиридон Васдекіс Греція     |
| 1998      | Олексій Лукашевич Україна         | Карлуш Каладу Португалія       | Еммануель Банге Франція      |
| 2000      | Петар Дачев Болгарія              | Богдан Церуш Румунія           | Віталій Шкурлатов Росія      |
| 2002      | Рауль Фернандес Іспанія           | Яго Ламела Іспанія             | Петар Дачев Болгарія         |
| 2005      | Хоан Ліно Мартінес Іспанія        | Богдан Церуш Румунія           | Володимир Зюськов Україна    |
| 2007      | Ендрю Гоу Італія                  | Луїс Цатумас Греція            | Салім Сдірі Франція          |
| 2009      | Себастьян Баєр Німеччина          | Нільс Вінтер Німеччина         | Марцин Стажак Польща         |
| 2011      | Себастьян Баєр Німеччина          | Кафетьєн Гомі Франція          | Мортен Єнсен Данія           |
| 2013      | Олександр Меньков Росія           | Мішель Торнеус Швеція          | Крістіан Райф Німеччина      |
| 2015      | Мішель Торнеус Швеція             | Радек Юшка Чехія               | Андреас Оттерлінг Швеція     |
| 2017      | Ізмір Смайлай Албанія             | Мішель Торнеус Швеція          | Сергій Никифоров Україна     |
| 2019      | Мільтіадіс Тентоглу Греція        | Тобіас Нільссон-Монтлер Швеція | Страхіня Йованчевич Сербія   |
| 2021      | Мільтіадіс Тентоглу Греція        | Тобіас Монтлер Швеція          | Крістіан Пуллі Фінляндія     |
| 2023      | Мільтіадіс Тентоглу Греція        | Тобіас Монтлер Швеція          | Габріел Бітан Румунія        |
| 2025      | Божидар Сарабоюков Болгарія       | Маттія Фурлані Італія          | Лестер Лескай Іспанія        |

### Потрійний стрибок
| Чемпіонат | Золото                           | Срібло                             | Бронза                          |
| --------- | -------------------------------- | ---------------------------------- | ------------------------------- |
| 1966      | Шербан Чокіне Румунія            | Міхаель Зауер ФРН                  | Петр Немшовський Чехословаччина |
| 1967      | Петр Немшовський Чехословаччина  | Генрік Калочаї Угорщина            | Олександр Золотарьов СРСР       |
| 1968      | Микола Дудкін СРСР               | Віктор Санєєв СРСР                 | Луїс Феліпе Арета Іспанія       |
| 1969      | Микола Дудкін СРСР               | Золтан Циффра Угорщина             | Карол Корбу Румунія             |
| 1970      | Віктор Санєєв СРСР               | Йорг Дремель НДР                   | Шербан Чокіне Румунія           |
| 1971      | Віктор Санєєв СРСР               | Карол Корбу Румунія                | Геннадій Савлевич СРСР          |
| 1972      | Віктор Санєєв СРСР               | Карол Корбу Румунія                | Валентин Шевченко СРСР          |
| 1973      | Карол Корбу Румунія              | Міхал Йоахімовський Польща         | Михайло Барібан СРСР            |
| 1974      | Міхал Йоахімовський Польща       | Михайло Барібан СРСР               | Бернар Ламітьє Франція          |
| 1975      | Віктор Санєєв СРСР               | Міхал Йоахімовський Польща         | Геннадій Бессонов СРСР          |
| 1976      | Віктор Санєєв СРСР               | Карол Корбу Румунія                | Бернар Ламітьє Франція          |
| 1977      | Віктор Санєєв СРСР               | Яак Уудмяе СРСР                    | Бернар Ламітьє Франція          |
| 1978      | Анатолій Піскулін СРСР           | Кіт Коннор Велика Британія         | Олександр Яковлєв СРСР          |
| 1979      | Геннадій Валюкевич СРСР          | Анатолій Піскулін СРСР             | Яак Уудмяе СРСР                 |
| 1980      | Бела Бакоші Угорщина             | Яак Уудмяе СРСР                    | Геннадій Ковтунов СРСР          |
| 1981      | Шаміль Аббясов СРСР              | Клаус Кюблер ФРН                   | Астон Мур Велика Британія       |
| 1982      | Бела Бакоші Угорщина             | Геннадій Валюкевич СРСР            | Микола Мусієнко СРСР            |
| 1983      | Микола Мусієнко СРСР             | Геннадій Валюкевич СРСР            | Бела Бакоші Угорщина            |
| 1984      | Григорій Ємець СРСР              | Властиміл Маржинець Чехословаччина | Бела Бакоші Угорщина            |
| 1985      | Христо Марков Болгарія           | Ян Чадо Чехословаччина             | Фолькер Май НДР                 |
| 1986      | Маріс Бружикс СРСР               | Володимир Плеханов СРСР            | Бела Бакоші Угорщина            |
| 1987      | Серж Елан Франція                | Христо Марков Болгарія             | Микола Мусієнко СРСР            |
| 1988      | Олег Сакіркін СРСР               | Бела Бакоші Угорщина               | Васіф Асадов СРСР               |
| 1989      | Микола Мусієнко СРСР             | Фолькер Май НДР                    | Мілан Мікулаш Чехословаччина    |
| 1990      | Ігор Лапшин СРСР                 | Олег Сакіркін СРСР                 | Торд Генрікссон Швеція          |
| 1992      | Леонід Волошин Об'єднана команда | Серж Елан Франція                  | Василь Соков Об'єднана команда  |
| 1994      | Леонід Волошин Росія             | Денис Капустін Росія               | Василь Соков Росія              |
| 1996      | Маріс Бружикс Латвія             | Френсіс Агієпонг Велика Британія   | Армен Мартиросян Вірменія       |
| 1998      | Джонатан Едвардс Велика Британія | Чарльз Фрідек Німеччина            | Серж Елан Франція               |
| 2000      | Чарльз Фрідек Німеччина          | Ростислав Дімітров Болгарія        | Паоло Камоссі Італія            |
| 2002      | Християн Ульссон Швеція          | Маріан Опря Румунія                | Олександр Главацький Білорусь   |
| 2005      | Ігор Спасовходський Росія        | Микола Саволайнен Україна          | Олександр Петренко Росія        |
| 2007      | Філліпс Ідову Велика Британія    | Натан Дуглас Велика Британія       | Олександр Сергеєв Росія         |
| 2009      | Фабріціо Донато Італія           | Віктор Ястребов Україна            | Ігор Спасовходський Росія       |
| 2011      | Тедді Тамго Франція              | Фабріціо Донато Італія             | Маріан Опря Румунія             |
| 2013      | Данієле Греко Італія             | Руслан Самітов Росія               | Олексій Федоров Росія           |
| 2015      | Нельсон Евора Португалія         | Пабло Торріхос Іспанія             | Маріан Опря Румунія             |
| 2017      | Нельсон Евора Португалія         | Фабріціо Донато Італія             | Макс Гесс Німеччина             |
| 2019      | Назім Бабаєв Азербайджан         | Нельсон Евора Португалія           | Макс Гесс Німеччина             |
| 2021      | Педро Пічардо Португалія         | Алексіс Копельйо Азербайджан       | Макс Гесс Німеччина             |
| 2023      | Педро Пічардо Португалія         | Ніколаос Андрікопулос Греція       | Макс Гесс Німеччина             |
| 2025      | Анді Діас Італія                 | Макс Гесс Німеччина                | Андреа Даллавалле Італія        |

### Штовхання ядра
| Чемпіонат | Золото                            | Срібло                                      | Бронза                         |
| --------- | --------------------------------- | ------------------------------------------- | ------------------------------ |
| 1966      | Вільмош Вар'ю Угорщина            | Дітер Гоффман НДР                           | Іржі Скобла Чехословаччина     |
| 1967      | Микола Карасьов СРСР              | Едуард Гущин СРСР                           | Владислав Комар Польща         |
| 1968      | Гайнфрід Бірленбах ФРН            | Владислав Комар Польща                      | Микола Карасьов СРСР           |
| 1969      | Гайнфрід Бірленбах ФРН            | Гартмут Брізенік НДР                        | Гайнц-Йоахім Ротенбург НДР     |
| 1970      | Гартмут Брізенік НДР              | Гайнц-Йоахім Ротенбург НДР                  | П'єр Кольнар Франція           |
| 1971      | Гартмут Брізенік НДР              | Валерій Войкін СРСР                         | Рікі Брух Швеція               |
| 1972      | Гартмут Брізенік НДР              | Владислав Комар Польща                      | Ярослав Брабець Чехословаччина |
| 1973      | Ярослав Брабець Чехословаччина    | Герд Лохманн НДР                            | Яромір Влк Чехословаччина      |
| 1974      | Джефф Кейпс Велика Британія       | Гайнц-Йоахім Ротенбург НДР                  | Ярослав Брабець Чехословаччина |
| 1975      | Валчо Стоєв Болгарія              | Джефф Кейпс Велика Британія                 | Валерій Войкін СРСР            |
| 1976      | Джефф Кейпс Велика Британія       | Герд Лохман НДР                             | Олександр Баришников СРСР      |
| 1977      | Хрейдн Халльдоурссон Ісландія     | Джефф Кейпс Велика Британія                 | Владислав Комар Польща         |
| 1978      | Рейо Стольберг Фінляндія          | Владислав Комар Польща                      | Джефф Кейпс Велика Британія    |
| 1979      | Рейо Стольберг Фінляндія          | Джефф Кейпс Велика Британія                 | Володимир Кисельов СРСР        |
| 1980      | Златан Сарачевич Югославія        | Яромір Влк Чехословаччина                   | Іван Іванчич Югославія         |
| 1981      | Рейо Стольберг Фінляндія          | Люк В'юде Франція                           | Златан Сарачевич Югославія     |
| 1982      | Владімір Міліч Югославія          | Ремігіус Махура Чехословаччина              | Йован Лазаревич Югославія      |
| 1983      | Яніс Боярс СРСР                   | Олександр Баришников СРСР                   | Іван Іванчич Югославія         |
| 1984      | Яніс Боярс СРСР                   | Вернер Гюнтер Швейцарія                     | Алессандро Андреї Італія       |
| 1985      | Ремігіус Махура Чехословаччина    | Ульф Тіммерманн НДР                         | Вернер Гюнтер Швейцарія        |
| 1986      | Вернер Гюнтер Швейцарія           | Сергій Смирнов СРСР                         | Марко Монтелатічі Італія       |
| 1987      | Ульф Тіммерманн НДР               | Вернер Гюнтер Швейцарія                     | Сергій Смирнов СРСР            |
| 1988      | Ремігіус Махура Чехословаччина    | Карстен Штольц ФРН                          | Георгій Тодоров Болгарія       |
| 1989      | Ульф Тіммерманн НДР               | Карстен Штольц ФРН                          | Георг Андерсен Норвегія        |
| 1990      | Клаус Боденмюллер Австрія         | Ульф Тіммерманн НДР                         | Олівер-Свен Будер НДР          |
| 1992      | Олександр Багач Об'єднана команда | Олександр Клименко Об'єднана команда        | Клаус Боденмюллер Австрія      |
| 1994      | Олександр Багач Україна           | Драган Перич Незалежні європейські учасники | Петур Гудмундссон Ісландія     |
| 1996      | Паоло даль Сольйо Італія          | Дірк Урбан Німеччина                        | Олівер-Свен Будер Німеччина    |
| 1998      | Олівер-Свен Будер Німеччина       | Міка Галварі Фінляндія                      | Арсі Гар'ю Фінляндія           |
| 2000      | Тімо Аалтонен Фінляндія           | Мануель Гутьєррес Іспанія                   | Мирослав Менц Чехія            |
| 2002      | Мануель Мартінес Іспанія          | Йоахім Ольсен Данія                         | Павло Чумаченко Росія          |
| 2005      | Йоахім Ольсен Данія               | Рутгер Сміт Нідерланди                      | Мануель Мартінес Іспанія       |
| 2007      | Мікулаш Конопка Нідерланди        | Павло Лижин Білорусь                        | Йоахім Ольсен Данія            |
| 2009      | Томаш Маєвський Польща            | Ів Ніаре Франція                            | Ральф Бартельс Німеччина       |
| 2011      | Ральф Бартельс Німеччина          | Давід Шторль Німеччина                      | Максим Сидоров Росія           |
| 2013      | Асмір Колашинаць Сербія           | Хамза Алич Боснія і Герцеговина             | Ладіслав Прашил Чехія          |
| 2015      | Давід Шторль Німеччина            | Асмір Колашинаць Сербія                     | Ладіслав Прашил Чехія          |
| 2017      | Конрад Буковецький Польща         | Томаш Станек Чехія                          | Давід Шторль Німеччина         |
| 2019      | Міхал Гаратик Польща              | Давід Шторль Німеччина                      | Томаш Станек Чехія             |
| 2021      | Томаш Станек Чехія                | Міхал Гаратик Польща                        | Філіп Міхалевич Хорватія       |
| 2023      | Зейн Вейр Італія                  | Томаш Станек Чехія                          | Роман Кокошко Україна          |
| 2025      | Андрей Тоадер Румунія             | Віктор Петерссон Швеція                     | Томаш Станек Чехія             |

### Семиборство
| Чемпіонат | Золото                      | Срібло                       | Бронза                                    |
| --------- | --------------------------- | ---------------------------- | ----------------------------------------- |
| 1992      | Крістіан Плазья Франція     | Роберт Змелік Чехословаччина | Антоніо Пеньяльвер Іспанія                |
| 1994      | Крістіан Плазья Франція     | Генрік Дагорд Швеція         | Ален Блондель Франція                     |
| 1996      | Еркі Ноол Естонія           | Томаш Дворжак Чехія          | Йон Арнар Магнуссон Ісландія              |
| 1998      | Себастьян Хмара Польща      | Деже Сабо Угорщина           | Лев Лободін Росія                         |
| 2000      | Томаш Дворжак Чехія         | Роман Шебрле Чехія           | Еркі Ноол Естонія                         |
| 2002      | Роман Шебрле Чехія          | Томаш Дворжак Чехія          | Еркі Ноол Естонія                         |
| 2005      | Роман Шебрле Чехія          | Олександр Погорєлов Росія    | Роланд Шварцль Австрія                    |
| 2007      | Роман Шебрле Чехія          | Олександр Погорєлов Росія    | Андрій Кравченко Білорусь                 |
| 2009      | Мікк Пахапілл Естонія       | Олексій Касьянов Україна     | Роман Шебрле Чехія                        |
| 2011      | Андрій Кравченко Білорусь   | Надір ель Фассі Франція      | Роман Шебрле Чехія                        |
| 2013      | Елко Сінтніколас Нідерланди | Кевін Маєр Франція           | Міхаїл Дудаш Сербія                       |
| 2015      | Ілля Шкуреньов Росія        | Артур Абеле Німеччина        | Елко Сінтніколас Нідерланди               |
| 2017      | Кевін Маєр Франція          | Хорхе Уренья Іспанія         | Адам Гельцелет Чехія                      |
| 2019      | Хорхе Уренья Іспанія        | Тім Дакворт Велика Британія  | Ілля Шкуреньов Допущені нейтральні атлети |
| 2021      | Кевін Маєр Франція          | Хорхе Уренья Іспанія         | Павел Вєсьолек Польща                     |
| 2023      | Кевін Маєр Франція          | Сандер Скотхейм Норвегія     | Рісто Ліллеметс Естонія                   |
| 2025      | Сандер Скотхейм Норвегія    | Зімон Егаммер Швейцарія      | Тіль Штайнфорт Німеччина                  |

## Змішана дисципліна

### 4×400 метрів
- дисципліна представлена у програмі чемпіонатів, починаючи з 2025

| Чемпіонат | Золото                                                       | Срібло                                                          | Бронза                                                                 |
| --------- | ------------------------------------------------------------ | --------------------------------------------------------------- | ---------------------------------------------------------------------- |
| 2025      | НідерландиНік Смідт Евеліне Салберг Тоні ван Діпен Фемке Бол | БельгіяЖульєн Ватрен Імке Вервет Крістіан Ігуасель Елена Понетт | Велика БританіяАластер Чалмерс Емілі Ньюнем Джошуа Фоулдс Ліна Нільсен |

## Колишні дисципліни серед чоловіків

### 50 метрів
| Чемпіонат | Золото                       | Срібло                      | Бронза                         |
| --------- | ---------------------------- | --------------------------- | ------------------------------ |
| 1967      | Паскуале Джаннаттазіо Італія | Олександр Лебедєв СРСР      | Віктор Касаткін СРСР           |
| 1968      | Йобст Гіршт ФРН              | Роберт Фріт Велика Британія | Гюнтер Голлос НДР              |
| 1969      | Зенон Новош Польща           | Валерій Борзов СРСР         | Роберт Фріт Велика Британія    |
| 1972      | Валерій Борзов СРСР          | Олександр Корнелюк СРСР     | Васіліс Папагеоргопулос Греція |
| 1981      | Мар'ян Воронін Польща        | Володимир Муравйов СРСР     | Андрій Шляпников СРСР          |

### 200 метрів
| Чемпіонат | Золото                            | Срібло                            | Бронза                                |
| --------- | --------------------------------- | --------------------------------- | ------------------------------------- |
| 1982      | Ервін Скамраль ФРН                | Іштван Надь Угорщина              | Мікеле ді Паче Італія                 |
| 1983      | Олександр Євгеньєв СРСР           | Жак Борле Бельгія                 | Іштван Надь Угорщина                  |
| 1984      | Олександр Євгеньєв СРСР           | Аде Мафе Велика Британія          | Джованні Бонджорні Італія             |
| 1985      | Стефано Тіллі Італія              | Олаф Пренцлер НДР                 | Олександр Євгеньєв СРСР               |
| 1986      | Лінфорд Крісті Велика Британія    | Олександр Євгеньєв СРСР           | Микола Разгонов СРСР                  |
| 1987      | Брюно Марі-Роз Франція            | Володимир Крилов СРСР             | Джон Реджіс Велика Британія           |
| 1988      | Микола Разгонов СРСР              | Ніколай Антонов Болгарія          | Лінфорд Крісті Велика Британія        |
| 1989      | Аде Мафе Велика Британія          | Джон Реджіс Велика Британія       | Брюно Марі-Роз Франція                |
| 1990      | Сандро Флоріс Італія              | Ніколай Антонов Болгарія          | Брюно Марі-Роз Франція                |
| 1992      | Ніколай Антонов Болгарія          | Данієль Сангума Франція           | Олександр Горемикін Об'єднана команда |
| 1994      | Данієль Сангума Франція           | Владислав Дологодін Україна       | Георгіос Панайотопулос Греція         |
| 1996      | Ерік Веймерс Бельгія              | Алексіс Алексопулос Греція        | Торб'єрн Ерікссон Швеція              |
| 1998      | Сергій Осович Україна             | Аннінос Маркуллідес Кіпр          | Еллін Кондон Велика Британія          |
| 2000      | Крістіан Малкольм Велика Британія | Патрік Стівенс Бельгія            | Джуліан Голдінг Велика Британія       |
| 2002      | Марцин Урбась Польща              | Крістіан Малкольм Велика Британія | Роберт Мачков'як Польща               |
| 2005      | Тобіас Унгер Німеччина            | Кріс Ламберт Велика Британія      | Марцин Урбась Польща                  |

### 50 метрів з бар'єрами
| Чемпіонат | Золото                      | Срібло                 | Бронза                     |
| --------- | --------------------------- | ---------------------- | -------------------------- |
| 1967      | Едді Оттоз Італія           | Валентин Чистяков СРСР | Анатолій Михайлов СРСР     |
| 1968      | Едді Оттоз Італія           | Гюнтер Ніккель ФРН     | Мілан Котік Чехословаччина |
| 1969      | Алан Паскоу Велика Британія | Вернер Трцміль ФРН     | Ніколае Пертя Румунія      |
| 1972      | Ґі Дрю Франція              | Манфред Шуман ФРН      | Анатолій Мошіашвілі СРСР   |
| 1981      | Арто Брюггаре Фінляндія     | Хав'єр Морачо Іспанія  | Гі Дрю Франція             |

### 4×2 кола
| Чемпіонат           | Золото                                                                                      | Срібло                                                                       | Бронза                                                                 |
| ------------------- | ------------------------------------------------------------------------------------------- | ---------------------------------------------------------------------------- | ---------------------------------------------------------------------- |
| 1966 (4×320 метрів) | ФРНЙорг Юттнер Райнер Кюнтер Ганс Райнерманн Єнс Ульбріх                                    | ЧехословаччинаМірослав Верук Юрай Демеч Ладіслав Кржиж Йозеф Троусіл         | не вручалась                                                           |
| 1967 (4×300 метрів) | СРСРМикола Іванов Василь Анисимов Олександр Братчиков Борис Савчук Микола Шкарников (забіг) | ПольщаЕдвард Романовський Ян Боляховський Едмунд Боровський Тадеуш Яворський | ЧехословаччинаЯромір Гайсл Йозеф Гег'єс Франтішек Ортман Йозеф Троусіл |
| 1968 (4×364 метри)  | ПольщаВальдемар Корицький Ян Боляховський Ян Вернер Анджей Баденський                       | ФРНГорст Даверкаузен Петер Бернройтер Інго Репер Мартін Єллінгхаус           | СРСРБорис Савчук Василь Анисимов Сергій Абаліхін Олександр Братчиков   |
| 1969 (4×390 метрів) | ПольщаЯн Вернер Ян Радомський Анджей Баденський Ян Боляховський                             | СРСРЛеонід Мікішев Олександр Братчиков Валерій Борзов Юрій Зорін             | ФРНДітер Хюбнер Герберт Мозер Петер Бернройтер Манфред Кіндер          |
| 1972 (4×360 метрів) | ПольщаЯн Вернер Волдемар Корицький Ян Боляховський Анджей Баденський                        | ФРНПетер Бернройтер Рольф Крюзман Георг Нюклес Ульріх Райх                   | ФранціяПатрік Сальвадор Андре Паолі Мішель Даш Жиль Бертуль            |
| 1973 (4×340 метрів) | ФранціяЛюсьєн Сент-Роз Патрік Сальвадор Франсіс Кербір'ю Ліонель Малінгр                    | ФРНФалько Гайгер Карл Хонц Ульріх Райх Херман Келер                          | не вручалась                                                           |
| 1974 (4×394 метри)  | ШвеціяМікаель Фредрікссон Герт Меллер Андерс Фогер Дімітре Грама                            | ФранціяП'єр Бонвен Патрік Сальвадор Роже Веласкес Ліонель Малінгр            | не вручалась                                                           |
| 1975 (4×320 метрів) | ФРНКлаус Ель Франц-Петер Гофмайстер Карл Гонц Герман Келер                                  | ПольщаВеслав Пахольський Роман Седлецький Єжі Влодарчик Едвард Романовський  | БолгаріяКрасимір Гутєв Нарцис Попов Йордан Йорданов Янко Братанов      |

### 3×1000 метрів
| Чемпіонат | Золото                                                        | Срібло                                                  | Бронза                                                        |
| --------- | ------------------------------------------------------------- | ------------------------------------------------------- | ------------------------------------------------------------- |
| 1967      | ФРНКлаус Преннер Вольф-Йоген Шульте-Гіллен Франц-Йозеф Кемпер | ЧехословаччинаПавел Грушка Павел Пенкава Петр Блага     | СРСРРемір Мітрофанов Станіслав Сімбірцев Михайло Желобовський |
| 1968      | СРСРМихайло Желобовський Олег Райко Анатолій Верлан           | ІспаніяАльберто Естебан Енріке Бондія Вірхіліо Гонсалес | ЧехословаччинаПавел Грушка Ян Касал Мирослав Юза              |
| 1969      | ФРНАнтон Адам Вальтер Адамс Гаральд Норпот                    | ЧехословаччинаЯн Шишовський Петр Блага Павел Пенкава    | ЮгославіяРадован Піплович Славко Копривиця Адам Ладик         |

### 4×4 кола
| Чемпіонат           | Золото                                                                      | Срібло                                                                  | Бронза                                                                          |
| ------------------- | --------------------------------------------------------------------------- | ----------------------------------------------------------------------- | ------------------------------------------------------------------------------- |
| 1972 (4×720 метрів) | ФРНТомас Вессінгхаге Гаральд Норпот Пауль-Гайнц Велльман Франц-Йозеф Кемпер | СРСРОлексій Таранов Валентин Таратинов Іван Іванов Станіслав Мещерських | ПольщаЗенон Шордиковський Кшиштоф Лінковський Станіслав Васькевич Анджей Купчик |
| 1973 (4×680 метрів) | ФРНРайнхольд Зойка Йозеф Шмід Томас Вессінгхаге Пауль-Гайнц Велльман        | ЧехословаччинаІван Ковач Йозеф Самборський Йозеф Плахій Ян Шишовський   | ПольщаКшиштоф Лінковський Леслав Зайонц Чеслав Юрша Генрік Сапко                |

### 4×800 метрів
| Чемпіонат | Золото                                                                      | Срібло                                                                       | Бронза                                                           |
| --------- | --------------------------------------------------------------------------- | ---------------------------------------------------------------------------- | ---------------------------------------------------------------- |
| 1971      | СРСРВалентин Таратинов Станіслав Мещерських Олексій Таранов Віктор Семяшкін | ПольщаКшиштоф Лінковський Зенон Шордиковський Міхал Скавронек Казімеж Вардак | ФРНПауль-Гайнц Велльман Годехард Бріш Дітер Фрідріх Бернд Епплер |

### Комбінована естафета
| Чемпіонат                 | Золото                                                                         | Срібло                                                                      | Бронза                                                                       |
| ------------------------- | ------------------------------------------------------------------------------ | --------------------------------------------------------------------------- | ---------------------------------------------------------------------------- |
| 1966 (160+320+480+640 м)  | ФРНЛеонгард Гендль Вернер Кренке Рольф Крюзманн Юрген Шретер                   | ІталіяБруно Б'янкі Іто Джані Серджіо Оттоліна Серджіо Белло                 | БельгіяВернер Ойзерс Віллі Вандевінгарден Жорж Вейнантс Альберт ван Горн     |
| 1967 (150+300+450+600 м)  | ФРНГерт Мец Горст Гасслінгер Рольф Крюзманн Манфред Ганіка                     | СРСРБорис Савчук Василь Анисимов Олександр Братчиков Валерій Фролов         | ЧехословаччинаІржі Кинос Ладіслав Кржиж Павел Грушка Павел Пенкава           |
| 1968 (182+364+546+728 м)  | СРСРОлександр Лебедєв Борис Савчук Ігор Потапченко Сергій Крючок               | ПольщаМаріан Дудзяк Вальдемар Корицький Анджей Баденський Едмунд Боровський | ІспаніяХосе Луїс Санчес Рамон Магаріньйос Альфонсо Габернет Хосе Марія Рейна |
| 1969 (195+390+585+780 м)  | ПольщаЕдвард Романовський Анджей Баденський Генрик Шордиковський Ян Радомський | не вручалась                                                                | не вручалась                                                                 |
| 1970 (400+600+800+1000 м) | СРСРОлександр Конніков Сергій Крючок Володимир Колесников Іван Іванов          | ПольщаЕдмунд Боровський Станіслав Васькевич Казімеж Вардак Ерік Желязни     | ФРНГорст Гасслінгер Лотар Гірш Манфред Генне Інго Зенсбург                   |

### Ходьба 5000 метрів
| Чемпіонат | Золото                           | Срібло                             | Бронза                        |
| --------- | -------------------------------- | ---------------------------------- | ----------------------------- |
| 1981      | Гартвіґ Ґаудер НДР               | Мауріціо Дамілано Італія           | Жерар Лельєвр Франція         |
| 1982      | Мауріціо Дамілано Італія         | Карло Маттіолі Італія              | Мартін Топорек Австрія        |
| 1983      | Анатолій Соломін СРСР            | Євген Євсюков СРСР                 | Ерлінг Андерсен Норвегія      |
| 1987      | Йозеф Прибилинець Чехословаччина | Рональд Вайгель НДР                | Роман Мразек Чехословаччина   |
| 1988      | Йозеф Прибилинець Чехословаччина | Роман Мразек Чехословаччина        | Шандор Урбанік Угорщина       |
| 1989      | Михайло Щенніков СРСР            | Роман Мразек Чехословаччина        | Джованні де Бенедіктіс Італія |
| 1990      | Михайло Щенніков СРСР            | Джованні де Бенедіктіс Італія      | Аксель Ноак НДР               |
| 1992      | Джованні де Бенедіктіс Італія    | Франц Костюкевич Об'єднана команда | Стефан Юханссон Швеція        |
| 1994      | Михайло Щенніков Росія           | Рональд Вайгель Німеччина          | Дені Ланглуа Франція          |